# Mesuropetalidae
Mesuropetalidae – wymarła rodzina ważek z podrzędu Epiprocta, infrarzędu różnoskrzydłych i nadrodziny Mesuropetaloidea.

## Morfologia
Ważki te odznaczały się charakterystycznym kształtem trójkątów dyskoidalnych, w tym trójkątem w skrzydle przednim bardziej rozciągniętym poprzecznie niż w pierwotnym planie budowy infrarzędu różnoskrzydłych. Podobnie jak u Liupanshaniidae arkulus przesunięty był bardzo blisko pierwotnej antenodalnej żyłki aksillarnej pierwszej. Tak jak u innych Aeshnoptera gałęzie pierwsza i druga żyłki radialnej tylnej od bliższego końca aż po wysokość pterostygmy biegły równolegle, pozostawiając między sobą tylko jeden szereg komórek. U Mesuropetalidae ponadto druga gałąź żyłki radialnej tylnej biegła równolegle do żyłki interradialnej drugiej, a nawet żyłki te zbiegały się ku tyłowi skrzydła. W obu parach skrzydeł pofalowane gałąź 3/4 żyłki radialnej tylnej i żyłka medialna przednia biegły silnie równolegle aż po krawędź skrzydła. Pętla analna była rozciągnięta podłużnie. Odwłok wieńczyły liściokształtne przysadki odwłokowe.

## Taksonomia
Takson ten wprowadzony został w 1996 roku przez Güntera Bechly’ego. W 2001 roku Bechly i współpracownicy umieścili go w nadrodzinie Mesuropetaloidea wraz z wprowadzoną wówczas rodziną Liupanshaniidae.
Do rodziny tej zalicza się trzy opisane rodzaje:
- Aeschnopsis Handlirsh, 1939
- Mesuropetala Handlirsh, 1906
- Paraeschnopsis Bechly, 2010